# Amauris affinis
Amauris affinis är en fjärilsart som beskrevs av Aurivillius 1911. Amauris affinis ingår i släktet Amauris och familjen praktfjärilar. Inga underarter finns listade i Catalogue of Life.